# Dirk Dufner
Dirk Dufner (* 20. Februar 1968 in Hausach) ist ein deutscher Fußball-Funktionär.

## Karriere
Dufner, Sohn eines Rechtsanwalts, kam als Fußballspieler aufgrund einer Knieverletzung nicht über eine Jugendkarriere hinaus. Er studierte in Freiburg im Breisgau und Bonn Jura und absolvierte das juristische Referendariat u. a. beim SC Freiburg und bei den (mittlerweile von Ajax Amsterdam aufgekauften) Cape Town Spurs in Südafrika. Nachdem er sich erfolglos um eine Anstellung beim FC Barcelona beworben hatte, arbeitete er ab 1997 für drei Jahre in der Geschäftsleitung des VfB Stuttgart.
Von April 2000 bis Juni 2004 war er als Sportdirektor unter Präsident Karl-Heinz Wildmoser beim TSV 1860 München tätig. Anschließend machte er sich als Sportanwalt in München selbständig. 
Am 24. Mai 2007 kehrte Dufner als Sportdirektor des SC Freiburg nach Baden zurück. Er folgte nach internen Querelen auf Andreas Bornemann. In der Saison 2008/09 stieg der Verein in die erste Bundesliga auf. Im Frühjahr 2011 verlängerte der Sportclub den Vertrag mit Dufner bis zum Jahr 2014. Am 22. April 2013 einigten sich der Manager und der Verein auf eine sofortige Vertragsauflösung. Am 23. April 2013, einen Tag nach der Vertragsauflösung in Freiburg, wurde er als neuer Sportdirektor beim Ligarivalen Hannover 96 vorgestellt.
Anfang August 2015 bat er Hannover 96 kurz nach der Zusammenstellung des Spielerkaders und dem Saisonbeginn um die Auflösung seines Vertrags; der Verein entsprach seinem Wunsch.
Seit dem 9. Januar 2017 ist er als Spielerberater bei der arena11 sports group GmbH tätig.
Zum 1. Juni 2021 trat er die Stelle des Kaderplaners bei Hertha BSC an, 2023 wurde er freigestellt.
Am 30. März 2025 gab der VfL Bochum die Verpflichtung Dufners als Geschäftsführer Sport bekannt. Die Vertragslaufzeit ist bis 2027 vereinbart.

## Privates
Dufner hat eine Tochter, die mit ihrer Mutter in Frankfurt am Main lebt.